# Mooning

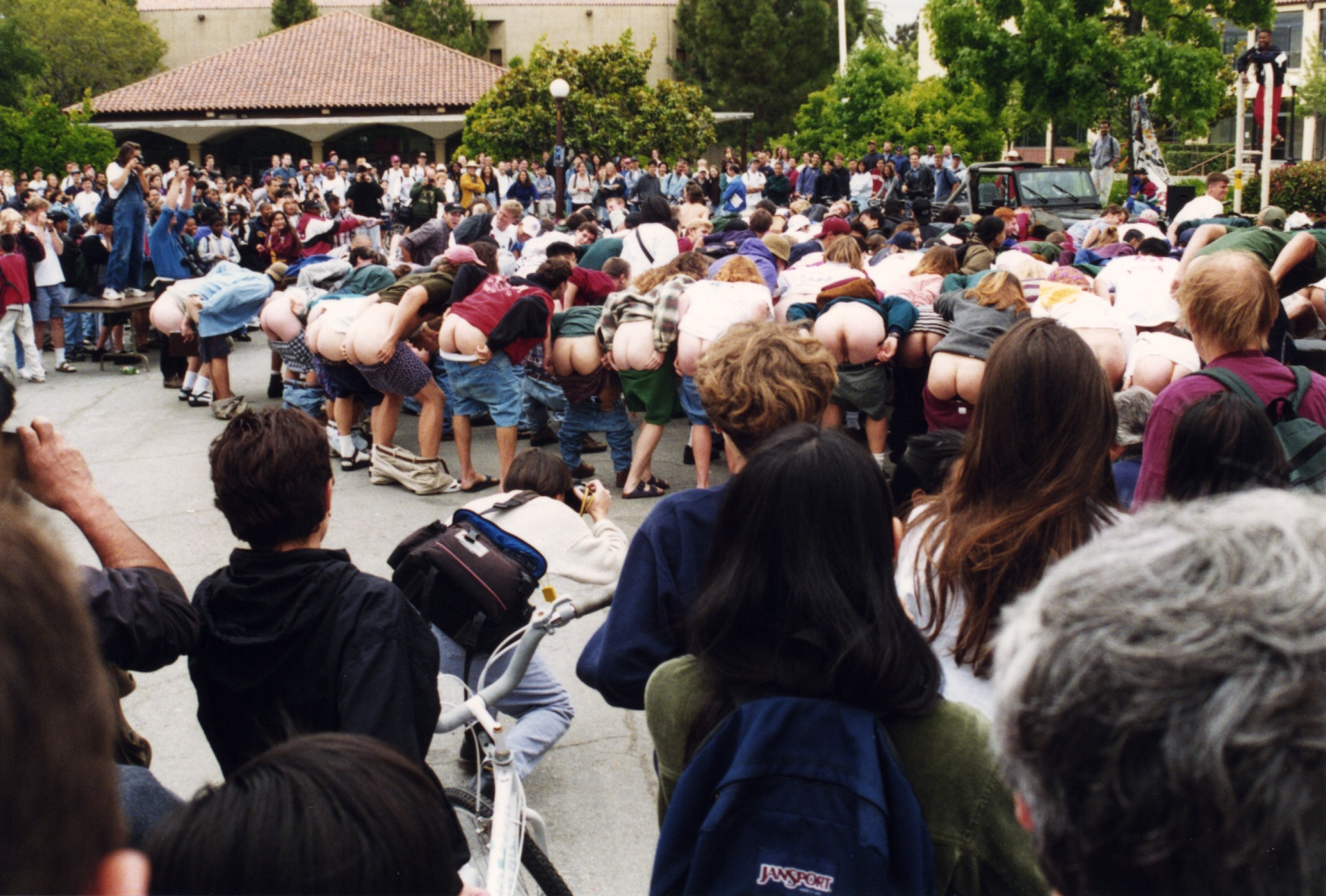
Mooning di studenti alla Stanford University durante una protesta nel 1995.

Il mooning (pronuncia inglese [ˈmuːnɪŋ]) è un anglicismo che indica l'atto di mostrare le proprie natiche nude rimuovendo l'abbigliamento che le ricopre, solitamente ciò avviene abbassando la parte posteriore dei pantaloni e delle mutande.
Il termine deriva da una presunta somiglianza delle natiche (ordinariamente molto pallide) alla luna per colore e per forma.
La pratica del mooning è utilizzata come gesto di scherno, disprezzo, mancanza di rispetto o di provocazione; in altri casi può assumere valore di divertimento o configurarsi come una forma di esibizionismo.
In alcuni ordinamenti giudiziari il mooning è assimilato agli atti osceni.
Il gesto è noto anche fin dagli albori della letteratura italiana, come si può leggere in una novella del XIII secolo:
(Masuccio Salernitano, Il Novellino, XXXV)